# Ebrahim Raisi
Sayyid Ebrahim Raisol-Sadati, känd som Ebrahim Raisi, född 14 december 1960 i Mashhad, död 19 maj 2024 i Varzaqan i Östazarbaijan, var en iransk muslimsk lärd och islamistisk politiker. Han var Irans president från den 3 augusti 2021 till sin död.
Raisi kandiderade till president 2017 och förlorade till den då sittande presidenten Hassan Rouhani. Raisi kandiderade framgångsrikt till president för andra gången 2021 och efterträdde Hassan Rouhani.
Han studerade i Hawza i Qom och hade bland annat Irans högste ledare Ali Khamenei som lärare.

## Helikopterkrasch
Den 19 maj 2024 störtade en helikopter med Ebrahim Raisi i en skog nära Varzaqan, i nordvästra Iran. Bland passagerarna fanns även Irans utrikesminister Hossein Amir-Abdollahian. Irans statliga nyhetsbyrå IRNA rapporterade att helikoptern kraschade medan den genomgick en "hård landning" på grund av dåligt väder och dimma. Följande dag bekräftades att helikopterns samtliga passagerare omkommit. Raisi är den andra presidenten i Iran som har dött i sitt ämbete, efter Mohammad-Ali Rajai, som dog i ett bombdåd 1981.